# Поццуоло-Мартезана
Поццуоло-Мартезана (итал. Pozzuolo Martesana) — коммуна в Италии, в провинции Милан области Ломбардия.
Население составляет 7233 человека, плотность населения составляет 603 чел./км². Занимает площадь 12 км². Почтовый индекс — 20060. Телефонный код — 02.
В коммуне во второе воскресение сентября особо празднуется Рождество Пресвятой Богородицы.